# Simon Stoll
Simon Stoll (* 27. Oktober 1852 in Gsies, Südtirol; † 22. Oktober 1914 in Aigen im Mühlkreis) war ein österreichischer Fabrikant, Kommunalpolitiker und Mäzen.

## Leben
Simon Stoll wurde am 27. Oktober 1852 in der Gemeinde Gsies in Südtirol geboren und kam – die genauen Umstände sind nicht bekannt – im Jahre 1871 nach Aigen im Mühlkreis. Am 23. Juli 1890 heiratete er in der Stadtpfarrkirche von Linz die neun Jahre ältere und verwitwete Maria „Marie“ Kargruber (geborene Schauberger) und übernahm die Leinenfabrik des am 31. Mai 1889 an den Folgen einer Lungenentzündung verstorbenen Mannes von Kargruber, bei der rund 3000 Arbeiter angestellt waren. Anderen Berichten zufolge war Stoll bereits in den frühen 1880er Jahren als Leinenfabrikant in Aigen tätig gewesen; wahrscheinlicher ist es jedoch, dass er davor nur Geschäftsführer der Leinenfabrik gewesen war, die selbst aber noch im Besitz seiner späteren Gattin war bzw. noch Johann Kargruber gehörte. In weiterer Folge betätigte er sich bis zu einem Ableben als Leinenfabrikant und war zudem von 1897 bis 1909 Bürgermeister von Aigen. Bereits 1894 war er in den Gemeindeausschuss von Aigen gewählt worden. Vom k. k. Landes- und Handelsgericht in Linz wurde am 25. Juli 1894 die Firma Simon Stoll, Kargrubers Nachfolger ins Register für Einzelfirmen eingetragen.
Die Ehe der beiden blieb kinderlos; vielmehr widmete sich das Paar karitativen Aufgaben. Dazu zählte unter anderem die großzügige Unterstützung des Neubaus der ins Stift Schlägl inkorporierten Pfarrkirche Aigen im Mühlkreis, die von 1897 bis 1901 nach Plänen des Linzer Architekten Raimund Jeblinger errichtet wurde. Bereits im März 1895 soll mit den Bauarbeiten für die Kirche begonnen worden sein; der eigentliche Baustart erfolgte jedoch erst im Frühjahr 1897. Außerdem unterstützte er die verschiedenen Organisationen in Aigen und der näheren Umgebung. So spendete er im Jahre 1882 der Freiwilligen Feuerwehr von Aigen, deren Obmann-Stellvertreter er zu diesem Zeitpunkt auch war, 60 Meter Leinengradl zur Anfertigung von Blusen und war auch ansonsten sehr großzügig gegenüber der Feuerwehr. Aufgrund seiner Verdienste um die Feuerwehr von Aigen wurde Stoll im Jahre 1893 zu deren Ehrenmitglied ernannt. Er war auch einer der großen Förderer beim Bau der Linzer Eisenbahnbrücke, die ein Teil der Verbindungsbahn zwischen der Mühlkreisbahn und der Westbahn war und von 1897 bis 1900 errichtet wurde. Nach der 1873 errichteten Eisenbahnbrücke Steyregg war sie die zweite über die Donau führende Eisenbahnbrücke in Linz. Im März 1896 berichtete das Linzer Volksblatt, dass sich Stoll mit einer Summe von 5000 Gulden am Bau der Brücke beteilige.
Obwohl er im Mai 1897 noch als einfaches Gemeindeausschussmitglied wiedergewählt worden war, scheint Stoll erstmals im August 1897 als Bürgermeister von Aigen auf. Im März 1898 wurde Stoll als Stellvertreter für den I. Wahlkörper als Kandidat für die Personaleinkommenssteuerschätzungskommission aufgestellt. Weiters unterstützte Stoll im Jahre 1898 den Bau einer Handelsakademie in der Landeshauptstadt Linz. Nach dem Donauhochwasser 1899 zeigte sich Stoll ebenso spendenfreudig und unterstützte dabei das Landeshilfskomitee. Im Frühjahr 1900 wurde Stoll in eine zweite Amtszeit als Bürgermeister wiedergewählt. Im März 1901 erfolgte Stolls Wiederwahl zum Obmann des lokalen Krankenhausvereins, dem er seit seiner Gründung im Jahre 1898 vorstand und dem er in seinem Amt als Bürgermeister zur gleichen Zeit auch Schuldforderungen in Höhe von 1200 Kronen erließ. Wohltätig zeigte er sich dabei nicht nur beim lokalen Krankenhausverein, sondern spendete im nachfolgenden Frühjahr auch für den Erweiterungsbau des Spitals der Barmherzigen Schwestern vom hl. Vinzenz von Paul in Linz.
Im Juli 1901 wurde bekannt, dass Stoll und seine Ehefrau, die als die größten Förderer und Gönner des Baus der Pfarrkirche in Aigen galten, den von der Linzer Filiale des in Innsbruck ansässigen Unternehmens Josef Linser & Söhne in den Jahren 1897 bis 1901 ausgeführten Hochaltar aus Carrara-Marmor der Kirche gespendet haben. Als im Jahre 1901 das sogenannte „Steigerhaus“ der Freiwilligen Feuerwehr bei der Adresse Dreisesselbergstraße 2 in Aigen errichtet wurde, übernahm Stoll auch hier die Errichtungskosten. Von der Uniformierten privilegierten Bürgergarde Aigen-Schlägl wurde er noch im selben Jahr, anlässlich seines 49. Geburtstags, zu deren Ehrenmitglied ernannt. Nachdem sich Stoll in den Jahren davor schon bei der Finanzierung des Ausbaus der Mühlkreisbahn und deren Anbindung verdient gemacht hatte, übernahm Stoll zusammen mit dem Vizebürgermeister von Budweis Anfang des Jahres 1902 die vakant gewordenen Leitung des Exekutivkomitees zum Bahnbau Aigen – Budweis. Ebenfalls in diesem Zeitraum wurde Stoll in einem anderen Fall wegen Ehrenbeleidigung angeklagt, jedoch kurz darauf freigesprochen.
Weiters setzte sich der aus Südtirol stammende Leinenfabrikant für den Katholischen Pressverein Oberösterreichs ein und unterstützte diesen beim Ausbau der im Jahr 1902 erworbenen Liegenschaft in der Linzer Landstraße. Im März 1902 erfolgte Stolls Wahl in die oberösterreichische Handels- und Gewerbekammer, wo er Mitglied der Gewerbesektion war. Am 19. Mai 1922 fand durch Abt Norbert Schachinger eine Fahnenweihe statt; die Familie Stoll hatte der örtlichen Bürgergarde eine neue Fahne übergeben; als Fahnenmutter fungierte Maria Stoll. Über einen Großteil des Jahres 1903 war Stoll mit einer weiteren Ehrenbeleidigungsklage in den österreichischen Medien, wobei diesmal er sich als Opfer sah und einen Berichterstatter und Journalisten des Neuen Wiener Journals vor dem Schwurgericht in Wien verklagte, worüber mitunter sogar in der Ostdeutschen Rundschau berichtet wurde. Am 30. September 1903 wurden die angeklagten Herrschaften des Neuen Wiener Journals vor dem Schwurgericht Wien freigesprochen, was in weiterer Folge in den meisten österreichischen Zeitungen abgedruckt wurde. Eineinhalb Jahre nachdem der Zeitungsartikel, der den Anstoß zur Klage gegeben hatte, veröffentlicht worden war, wurde die Richtigkeitsbeschwerde – Stoll hatte nach dem Freispruch der Journalisten Einspruch eingelegt – von Stoll selbst im März 1904 zurückgezogen und diese Sache somit niedergelegt.
1903 unterstützte er mit einer Spende das sechs Jahre zuvor fertiggestellte Bischöfliche Gymnasium Petrinum am Fuße des Pöstlingberges in Linz. Durch Bemühungen von Simon Stoll und Adalbert Swoboda wurde im Mai 1903 ein Musikverein, der heute noch immer existierende MV Aigen-Schlägl, gegründet und Stoll zu dessen Obmann gewählt. Im selben Monat trat Stoll seine dritte Amtszeit als Bürgermeister von Aigen an. Einen Monat später wurde der Bürgermeister zum stellvertretenden Obmann des Aigener Ortsschulrates gewählt. Vom k.k. Eisenbahnministerium erhielten Stoll als Bürgermeister von Aigen, der ebenfalls in Aigen ansässige Brauereibesitzer Heinrich Almesberger und der Fabriksbesitzer und Bürgermeister von Rohrbach Rudolf Pöschl im Sommer 1904 die Vorkonzession zur Vornahme technischer Vorarbeiten für eine normalspurige Lokalbahn von der Station Aigen-Schlägel der Mühlkreisbahn über Schwarzbach nach Stuben oder einer anderen geeigneten Station der Staatsbahnlinie Budweis – Salnau auf die Dauer eines Jahres. Ein Jahr später wurde diese Bewilligung um ein weiteres Jahr bis zum 8. August 1906 verlängert. Ebenfalls im Jahr 1905 spendete Stoll der Volksschule von Aigen eine Schulglocke.
Im Oktober 1905 erfolgte Simon Stolls Wiederwahl in die oberösterreichische Handels- und Gewerbekammer, wo er Mitglied der Gewerbesektion war. Im Jahr 1906 verlängerte ihm das k.k. Eisenbahnministerium die Vorkonzession für die Bahnarbeiten abermals um ein Jahr; weitere einjährige Verlängerungen erfolgten daraufhin auch 1907, 1908, 1909, 1910, 1911, 1912, und auch ein Jahr vor seinem Ableben, im Jahr 1913. Ebenfalls 1906 übernahm Stoll seine vierte Amtszeit als Bürgermeister der Gemeinde Aigen und wurde abermals zum stellvertretenden Obmann des Ortsschulrates gewählt. Gegen Jahresende 1907 ließ das Ehepaar Stoll, das einst den Hochaltar der Pfarrkirche Aigen gespendet hatte, ebendiesen seitlich verbreitern, sodass dieser sich in weiterer Folge besser in das Presbyterium einfügte. Im darauffolgenden Jahr spendete er unter anderem anlässlich des 60. Thronjubiläums von Kaiser Franz Josef an das Kaiserjubiläums-Wohltätigkeits-Landeskomitee. Bei der Kaiser-Jubiläums-Ausstellung, die vom 10. bis zum 12. Oktober 1908 in Linz stattfand, wurde Stoll mit der Silbernen Medaille der k.k. oberösterreichischen Landwirtschaftsgesellschaft ausgezeichnet. Ebenfalls im Oktober 1908 fand unter Stolls Amtszeit die Elektrifizierung der Marktes Aigen statt.
Nach dreijähriger Amtszeit wurde Stoll im November 1908 zum nunmehr dritten Mal in die oberösterreichische Handels- und Gewerbekammer gewählt. Nach einem dreitägigen Treffen einer Trassen- und Stationskommission, bei der auch Vertreter der Statthalterei in Prag und der Statthalterei in Linz vertreten waren, im Mai 1909 konnten hinsichtlich des Bahnprojektes neue Vereinbarungen getroffen werden. Kurz darauf wurde von der k.k. Eisenbahnministerium die Vorkonzession für die Bahnarbeiten um ein weiteres Jahr verlängert. Nach vier Amtszeiten als Bürgermeister schied Stoll im Jahr 1909 auch aus diesem Amt. Am 13. April 1910 erfolgte die Ernennung Simon Stolls zum Ehrenbürger der Gemeinde Aigen. Anfang 1911 gab Kammerrat Stoll der oberösterreichischen Handelskammer bekannt, dass er sein Leinenerzeugungsgewerbe zurücklegen werde und deshalb auch ein Ersatzmann die vakant werdende Stelle in der Gewerbesektion der oberösterreichischen Handels- und Gewerbekammer übernehmen müsse. Nach seinem Rückzug aus dem Geschäftsleben konzentrierte sich Stoll in weiterer Folge auf seine Zeit als Privatier und nahm weiterhin am öffentlichen Leben seiner Heimatgemeinde teil. Noch 1912 wurde er als Ersatzmann bei der Gemeindeausschusswahl von Aigen geführt. Gegen Ende des Jahres 1912 wurde er vom Kriegerverein Ulrichsberg zum Ehrenmitglied ernannt, wobei er auch ein von Ludwig Haase gestaltetes Ehrendiplom erhielt.
Vier Tage nach seinem 61. Geburtstag wurde Stoll am 31. Oktober 1913 von der KÖStV Kürnberg, einer farbentragenden und nichtschlagenden Studentenverbindung und Mitglied des Österreichischen Cartellverbandes (ÖCV), zu deren Ehrenmitglied ernannt. Am Morgen des 22. Oktober 1914, fünf Tage vor seinem 62. Geburtstag, starb Stoll in Aigen an den Folgen eines Schlaganfalles. In der ersten Meldung zu seinem Tod, die noch am selben Tag in der Linzer Tages-Post erschienen war, stand, dass er zum Zeitpunkt seines Todes Vorstand mehrerer humanitärer Vereine und ein großer Gönner der Armen gewesen war. Die Beerdigung Stolls fand bereits am 24. Oktober 1914 am Friedhof von Aigen statt. Bis zu seinem Ableben hatte Stoll unter anderem das Amt des Obmanns des lokalen Krankenhausvereins inne. Diesem vermachte er nach seinem Tod auch eine Summe von 30.000 Kronen, die von der Witwe übergeben wurden. Im Frühjahr 1918 starb seine Witwe Maria.